# GEISAI
GEISAI（げいさい）は、村上隆が主催する現代美術の祭典。

## 概要
名称とコンセプトは、美術大学の学園祭（芸祭）に由来する。「アート」と「お祭り」がもたらす興奮や熱狂をすべての参加者が体験でき、熱くおもしろい真剣勝負の「アートの現場」を開拓したいというコンセプトを軸に展開した。
寺子屋をイメージしたという少数のアーティストとの対話的イベント「芸術道場」（2000年）を前身とし、2001年村上隆個展「召喚するかドアを開けるか回復するか全滅するか」の付属イベントとして「芸術道場GP（グランプリ）」を開催。
以降、無審査で出展できるハードルの低さながら、国内外の著名人を審査員として迎えるほか、小山登美夫ギャラリーやミヅマアートギャラリーなどの有力な画廊やアート関連企業によるスカウト審査・ブース出展を設けるなど、アートシーンと直結したイベントとなった。また、これまでに、AKB48、ももいろクローバー、平野綾が出演し、お祭りイベントに花を添えた。また、審査員の顔ぶれは毎回大きく入れ替わった。
採算面では赤字続き（2010年時点で「一回開催ごとに千万単位の赤字」）で、村上側の持ち出しが続いている状態だった。2014年のGEISAI#20を最後に参加型アートイベントとしては一旦終了し、2015年より「GEISAI∞infinity」として、クリエーター招聘プロジェクトとなった。2022年、8年ぶりに参加型アートイベントとしてのGEISAIを復活開催することが告知された。

## 歴史

### 芸術道場GP（グランプリ）
- 日時：2001年9月2日(日)
- 会場：東京都現代美術館 エントランスロビー(東京)
- 出展者数：246組
- 来場者数：1800名(2日間)
- 受賞者：金賞・ポテト班、銀賞・宮代せつ子、銅賞・うんこ三太郎
- 大下健太郎賞・織田明、安野モヨコ賞・ヤブキユミ、樋口館長賞・長汐響、特別賞・深尾知恵
- 本戦審査員：安野モヨコ、奈良美智、椹木野衣、宮脇修一、村上隆、大下健太郎

### GEISAI#1
- 日時：2002年3月16日(土)-17日(日)
- 会場：東京タワーアミューズメントホール(東京)
- 出展者数：402組
- 来場者数：4268名(2日間)
- 受賞者：金賞・西尾康之、銀賞・塩入由美、銅賞・土屋隆亮、パレットクラブ賞・鈴木さやか、日比野克彦賞・牧田純、村上隆賞及び椹木野衣賞・松本丈樹、浅野忠信賞・Schnabel Effects、草間彌生賞・近藤聡乃
- 本戦審査員：浅野忠信、草間彌生、椹木野衣、日比野克彦、村上隆

### GEISAI#2
- 日時：2002年8月31日(土)-9月1日(日)
- 会場：東京ビッグサイト 西4ホール(東京)
- 出展者数：809組
- 来場者数：5332名(2日間)
- 受賞者：金賞・こまいぬ、銀賞・原真一、銅賞・國方真秀未・MAYA MAXX賞・山崎薫、みうらじゅん賞・楽花星兄弟、奈良美智賞・うりちゃんさくちゃん、村上隆賞・TOKYO-FM80（プロブース）
- 本戦審査員：椹木野衣、奈良美智、MAYAMAXX、みうらじゅん、村上隆

### GEISAI#3
- 日時：2003年3月29日(土)-30日(日)
- 会場：パシフィコ横浜 展示ホールA(神奈川)
- 出展者数：652組
- 来場者数：6981名
- 受賞者：金賞・該当なし、銀賞・柳沢翔、稲田由美子、銅賞・ストラボ・デヴィッド・エリオット賞・まつたけ÷しいたけ、嶋内佐絵、日比野克彦賞・下重佳世、牧田純、東浩紀賞・もじゃけいこ、吉澤久美子、浅野忠信賞・中野彩、蜷川実花賞・KATHY
- 本戦審査員：東浩紀、デヴィッド・エリオット、蜷川実花、日比野克彦、浅野忠信

### GEISAI#4
- 日時：2003年9月14日(日)
- 会場：東京ビッグサイト 西4ホール(東京)
- 出展者数：751組
- 来場者数：8505名
- 受賞者：金賞・グルテン、銀賞・森本一朗、銅賞・大竹司、NIGO賞・WAWAWA、フルカワミキ賞・稲田由美子、寺田克也賞・塚原裕基、川瀬敏郎賞・松下朱美、椹木野衣賞・かずき
- 本戦審査員：川瀬敏郎、椹木野衣、寺田克也、NIGO、フルカワミキ

### GEISAIミュージアム
- 日時：2003年12月14日(日)
- 会場：六本木ヒルズ 森タワー24階 特設会場（東京）
- 出展者数：237組
- 来場者数：4824名
- 受賞者＝1位・木下雅雄、2位・鈴木淳夫、3位・世界劇場　きざわこーき／キダタカキ
- 北原照久賞・齊藤彩、ユイ、南條史生賞・カマタニテツタロウ、おかもとかおり、岡本敏子賞・轟友宏、蓑豊賞・平慎介、早崎雅巳、逢坂恵理子賞・横野犬一、元木孝美
- 本戦審査員：逢坂恵理子、岡本敏子、北原照久、南條史生、蓑豊

### GEISAI#5
- 日時：2004年3月21日(日)
- 会場：パシフィコ横浜 展示ホールA(神奈川)
- 出展者数：527組
- 来場者数：7798名
- 受賞者：金賞・はまぐちさくらこ、銀賞・淀川テクニック、銅賞・志水洋・奈良美智賞・齊藤彩、安野モヨコ賞・mink、川島沙紀子、日比野克彦賞・アイコフ、曽我部恵一賞・牧田純、松任谷由実賞・よしえだ製作所
- 本戦審査員：安野モヨコ、曽我部恵一、奈良美智、日比野克彦、松任谷由実

### GEISAI#6
- 日時：2004年9月12日(日)
- 会場：東京ビッグサイト 東4ホール(東京)
- 来場者数：7244名
- 受賞者：金賞・松井えり菜(タッチ!美)、銀賞・山中カメラ、銅賞・細川真希・KIKI賞・こんどうひさし、エルベ・シャンデス賞・AYSK、北川悠人賞・大畑伸太郎、椹木野衣賞・タッチ!美、田中知之賞・現代美術二等兵
- 本戦審査員：エルベ・シャンデス、KIKI、北川悠仁、椹木野衣、田中知之

### GEISAI#7
- 日時：2005年3月20日(日)
- 場所：東京ビッグサイト 東4ホール(東京)
- 来場者：7191名
- 受賞者：金賞・ハルノ、銀賞・藤永結、銅賞・白A・トム・エクルス賞・横野健一、ポール・シンメル賞・p.yuqi、妹島和世賞・荻原まさき、宮崎あおい賞・フルイチイクエ、長瀬哲朗賞・吉澤久美子・B GALLERY賞・オーサワユーコ、TETSU、吉澤久美子、BT/美術手帖賞・大畑伸太郎、近藤伍壱／近藤由美子、BUILDING賞・畔柳鉄兵、だるまガールズ、Casa BRUTUS賞・TETSU、山城えりか、吉澤久美子、ROCKET賞・大畑伸太郎、近藤伍壱／近藤由美子、TETSU賞・TETSU、illustration賞・青柳朋実、HANAMUGURI
- 本戦審査員：ポール・シンメル、トムエクルス、宮崎あおい、妹島和世、長瀬哲朗
- プロブース：WILLCOM、クリエイターズマーケット、国際多肉植物協会、小山登美夫ギャラリー、SWITCH、東京モダンアート娘、NADiff、BBB、Lammfromm The Consept Store、六本木ヒルズ アートアンドデザインストア、ワンダーウォール、Kaikai Kiki Co.,Ltd

### GEISAI#8
- 日時：2005年9月11日(日)
- 場所：東京ビッグサイト 東1ホール(東京)
- 来場者：7418名
- 受賞者：金賞・284、銀賞・はしもととーますたろう、銅賞・art horymen、山本 一弥・デビッド・エリス賞・イヌマルクン、椹木野衣賞・清水伸祐、滝沢直己賞・指江昌克、藤本やすし賞・須藤由希子、長谷川裕子賞・art horymen
- 本戦審査員：長谷川祐子、椹木野衣、デビッド・エリス、藤本やすし、滝沢直己

### GEISAI#9
- 日時：2006年3月12日(日)
- 場所：東京ビッグサイト 西4ホール(東京)
- 来場者：7626名
- 受賞者：金賞・山口聡一、銀賞・土屋隆亮（プチ）、銅賞・いしかわかずはる・フランソワ・ピノー賞・齊藤潤一、会田誠賞・内野清隆、空地スペシャル、安藤忠雄賞・施井泰平、森本容子賞・小田富美子、片山正通賞・中山まちこ
- 本戦審査員：フランソワ・ピノー、安藤忠雄、片山正通、森本容子、会田誠

### GEISAI#10
- 日時：2006年9月17日(日)
- 場所：東京ビッグサイト　東4ホール (東京)
- 来場者：9809名
- 受賞者：金賞・奈良エナミ、銀賞・平良美樹、銅賞・小村希史、勝正光・ダグラス・フォーゲル賞・伊藤智明、マルセル・ザマ賞・グルテン、佐藤可士和賞・勝正光、藤原ヒロシ賞・小村希史
- 本戦審査員：ダグラス・フォーゲル、マルセル・ザマ、サミュエル・クン、佐藤可士和、藤原ヒロシ

### GEISAIミュージアム#２
- 日時：2008年5月11日(日)
- 場所：東京ビッグサイト　東4ホール (東京)
- 来場者：8387名
- 受賞者：金賞・若杉俊彦、銀賞・大源麻友、銅賞・藤井邦明
- 本戦審査員：北川フラム、佐藤卓、ヴィクター・ピンチュック、蓑豊、森佳子

### GEISAI#11
- 日時：2008年9月14日(日)
- 場所：東京ビッグサイト西1・西2ホール (東京)
- 来場者：12000名
- 受賞者：金賞・中村協子、銀賞・unit.maker、銅賞・杉浦慶太、アリソン・ジンジェラス賞・平成キャプテンズ(HEI!SEI!-CAPTAINS)、キャロル・イングファ・ルー賞・Crazy Hat & Long Ear、ジャック・バンカウスキー賞・清水伸祐、フィリップ・セガロ賞・中村協子、マーク・オリヴィエ・ウォラー賞・三輪彩子
- 本戦審査員：マーク・オリヴィエ・ウォラー、アリソン・ジンジェラス、フィリップ・セガロ、ジャック・バンカウスキー、キャロル・イングファ・ルー

### GEISAI#21
- 日時：2022年8月21日(日)
- 場所：東京ビッグサイト南1ホール (東京)
- 受賞者：大谷工作室賞/村田森賞/ob賞・ミノリ、くらやえみ賞・小原若菜、青島千穂賞・AD、タカノ綾賞・久保真理子/中島隆誠
- 審査員：Mr.、タカノ綾、青島千穂、MADSAKI、ob、大谷工作室、くらやえみ、村田森